# Cima da Conegliano

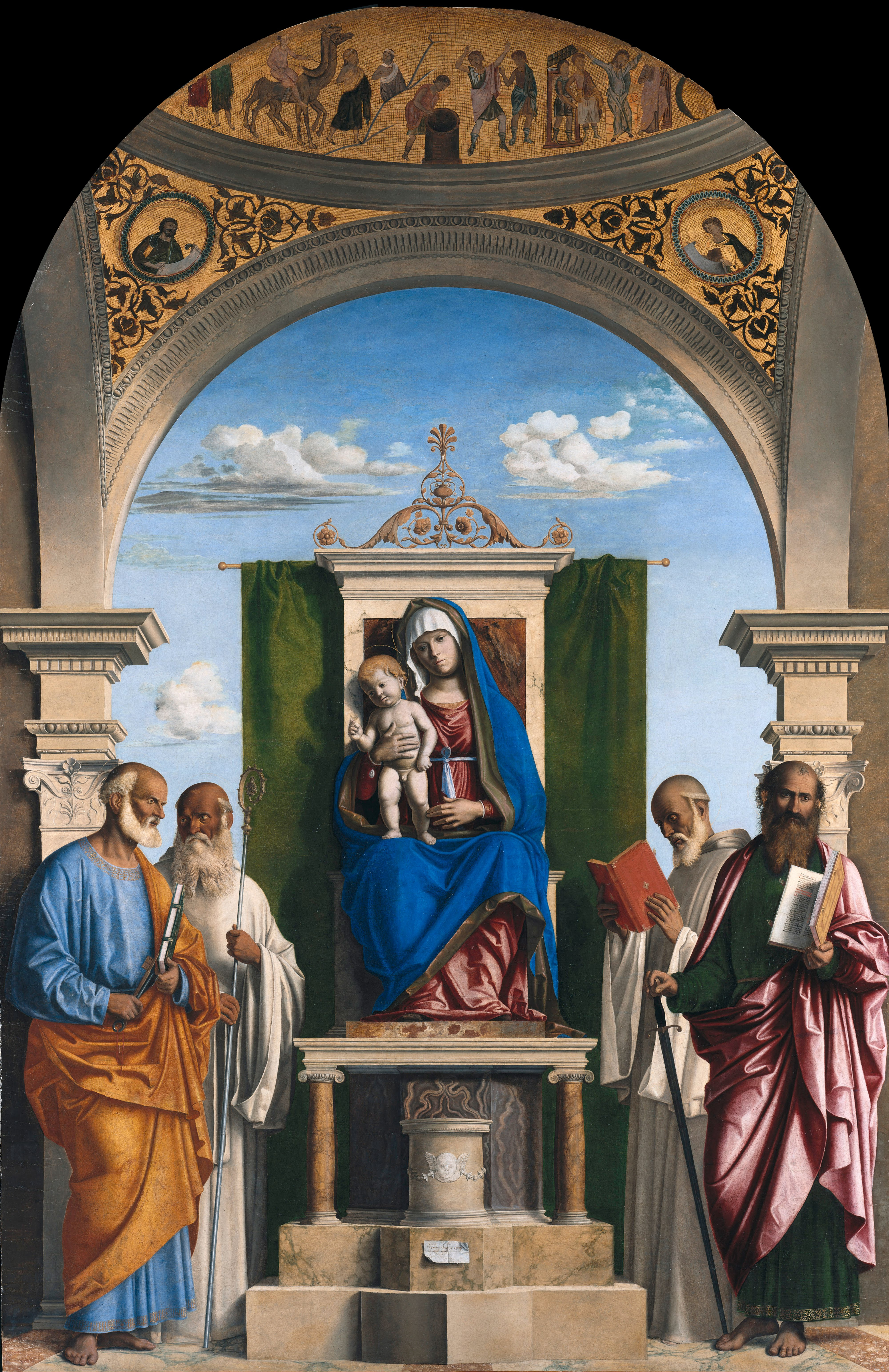
Virgen entronizada con santos, obra conservada en Berlín

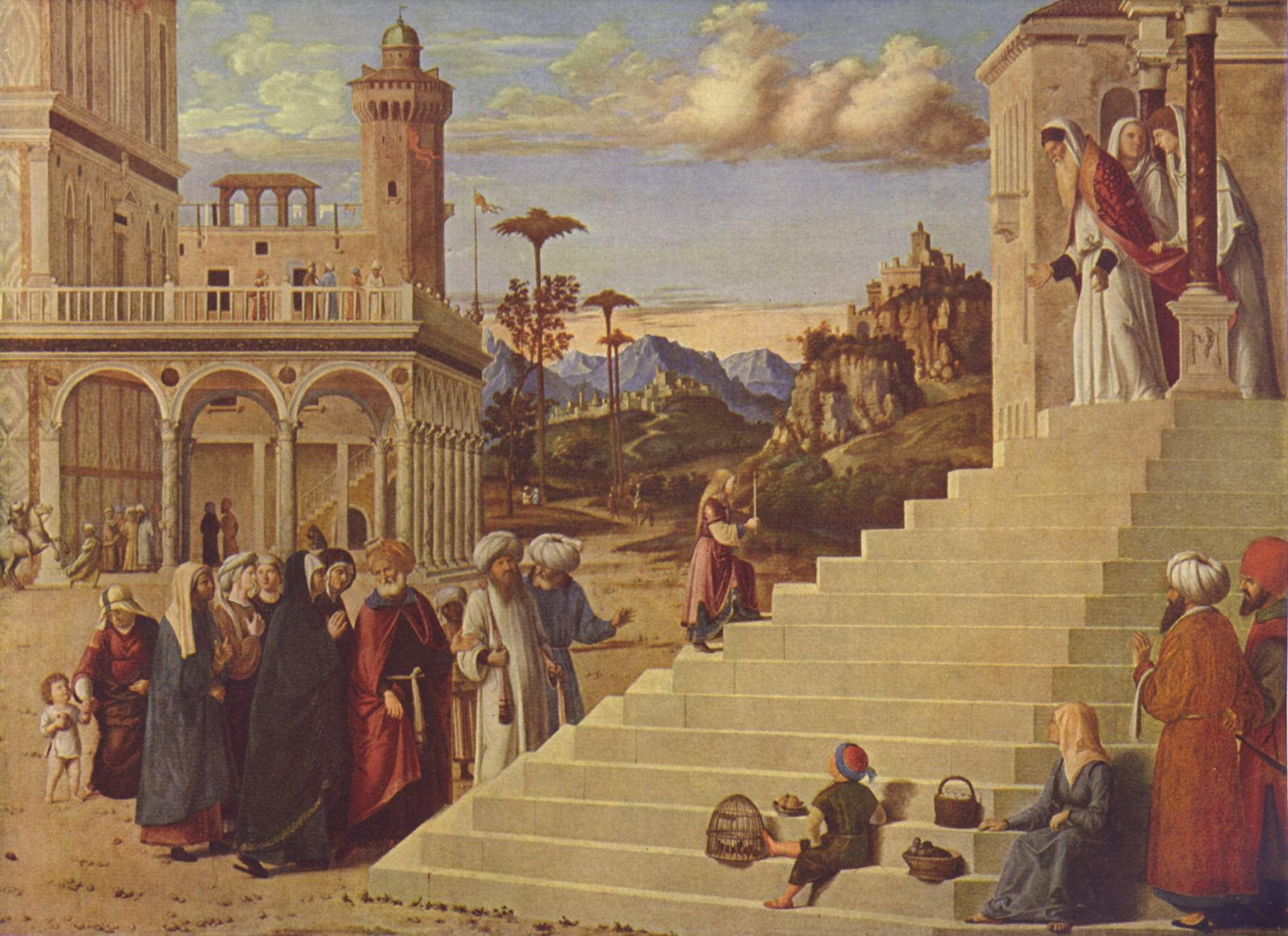
Presentación de la Virgen en el Templo, Gemäldegalerie Alte Meister, Dresde.

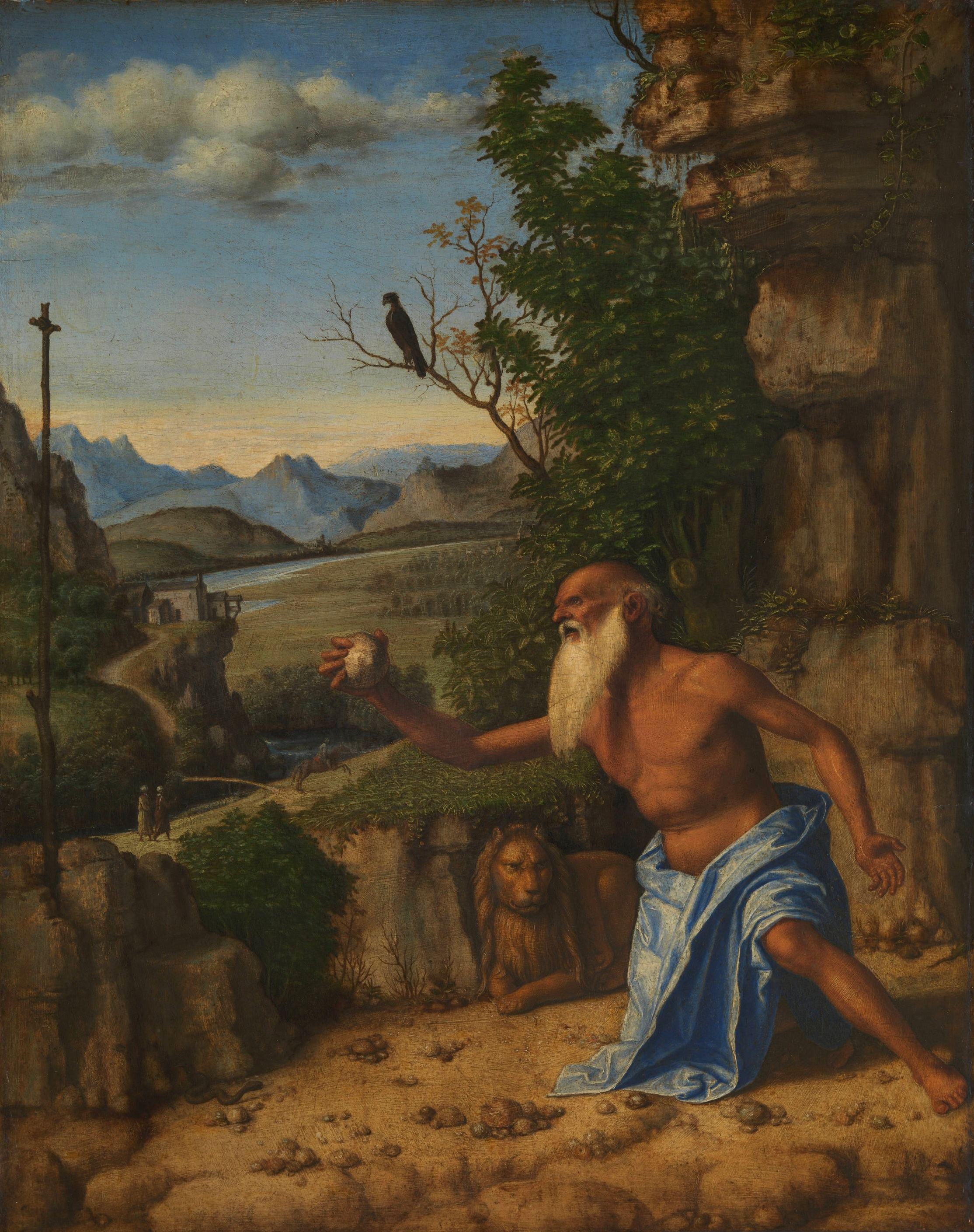
San Jerónimo en el desierto, National Gallery, Londres.

Giovanni Battista Cima, llamado Cima da Conegliano (Conegliano, 1459 - 1517) fue un destacado pintor italiano de la primera etapa del Renacimiento veneciano.

## Biografía
Nacido en Conegliano, en la provincia de Treviso, comenzó a trabajar en Vicenza. En 1492 ya se había establecido en Venecia, pero en el verano de 1516 volvió a su localidad natal.
Su primera obra segura es la Virgen del Emparrado (1489, Museo de Vicenza), que recuerda a Bartolomeo Montagna. Este hecho hace pensar que tal vez Cima realizara su aprendizaje con este maestro, que se estableció a vivir en Vicenza a partir de 1480. Su producción temprana muestra un hieratismo característico. Más adelante cayó bajo el influjo del mayor pintor veneciano de la época, Giovanni Bellini, de quien fue uno de los más capacitados seguidores.
Sus figuras, inicialmente algo rudas, fueron gradualmente perdiendo esta severidad y ganaron en gracia, aunque conservando un cierto envaramiento. Cima fue uno de los primeros pintores italianos en darle importancia al paisaje, así como al tratamiento de las luces y las sombras que contribuían a crear la atmósfera de la obra. 
Su Bautismo de Cristo en la iglesia de San Giovanni in Bragora (Venecia, 1492) es un ejemplo típico de esto. El color es rico y hermoso con un tono plateado típico de Cima, que en sus últimos trabajos se verá sustituido por el dorado. Sus composiciones carecen de dramatismo, no habiendo en ellas interacción entre los personajes, que nunca se muestran en actitudes comunicativas. Su Incredulidad de Santo Tomás (National Gallery, Londres) y su hermosa Natividad (Santa Maria dei Carmini, Venecia), son claros exponentes de sus limitaciones. Las Madonnas de sus sacras conversaziones suelen estar entronizadas entre una serie de santos en posiciones perfectamente simétricas, rebosantes de una paz silenciosa, pero estáticas. La Virgen con cuatro santos (h. 1511, Gemäldegalerie, Berlín), la magnífica Virgen Montinini (1507, Museo de Parma), y la pequeña Virgen entronizada con San Juan Bautista y la Magdalena (1513, Louvre) son algunas de sus mejores obras, rebosantes de poesía y hermosos paisajes.
Cima tuvo un hijo, Carlo Cima, también pintor, quien ya muy joven trabajaba en la decoración de diversas iglesias venecianas. Sin embargo, murió muy joven, en 1517, sin haber podido desarrollar su talento.

## Obras destacadas
- c. 1487-1488: Virgen del Naranjo (Gallerie dell'Accademia, Venecia)
- 1495: Anunciación (Museo del Hermitage, San Petersburgo)
- 1495: Santa Elena (National Gallery of Art, Washington)
- ca. 1495: Virgen con el Niño, San Jerónimo y la Magdalena (Alte Pinakothek, Múnich)
- ca. 1595: Virgen del Naranjo (Gallerie dell'Accademia, Venecia)
- c. 1495-1497: Virgen entronizada con el Niño, San Pedro, San Romualdo, San Benito y San Pablo (Gemäldegalerie)
- 1496-1499: Virgen con el Niño (Museo del Hermitage, San Petersburgo)
- c. 1496-1499: Virgen con Niño en un paisaje (North Carolina Museum of Art, Raleigh)
- 1496-1499: Virgen con el Niño (National Gallery, Londres)
- c. 1497-1500: Presentación de la Virgen en el Templo (Gemäldegalerie Alte Meister, Dresde)
- 1499-1502: Virgen con el Niño (National Gallery, Londres)
- c. 1500-1505: Anunciación (Institute of Arts, Detroit)
- c. 1500: Virgen con el Niño con San Jerónimo y San Juan Bautista (National Gallery of Art, Washington)
- c. 1500: Virgen con el Niño y los santos Francisco y Antonio de Padua (The Wallace Collection, Londres)
- c. 1505: Incredulidad de Santo Tomás con San Magno obispo (Gallerie dell'Accademia, Venecia)
- 1500-1502: Santos Sebastián y Roque (Museo de Bellas Artes de Estrasburgo)
- 1504: Cristo entre los doctores, Museo Nacional de Varsovia.
- 1504: San Pedro Mártir con San Nicolás de Bari, San Benito y un ángel músico (Pinacoteca di Brera, Milán)
- c. 1504: Virgen con el Niño (Galleria degli Uffizi, Florencia)
- 1504-1507: Virgen con el Niño (Louvre, París)
- c. 1505: Virgen con el Niño (National Gallery, Londres)
- c. 1507: Virgen entronizada con el Niño (Madonna Montinini, Galleria Nazionale, Parma)
- 1507-1509: La sentencia de Midas (Statens Museum for Kunst, Copenhague)
- 1508-1530: Virgen con el Niño y los Santos Pablo y Francisco (National Gallery, Londres)
- c. 1509-1510: Adoración de los Pastores (Santa Maria del Carmini, Venecia)
- 1510-1511: Virgen con el Niño, Santiago y San Jorge (Musée des Beaux-Arts de Caen)
- 1511-1513: Virgen con el Niño con San Juan Bautista y María Magdalena (Louvre)
- c. 1515: Virgen con el niño con los santos Sebastián, Francisco, Juan Bautista, Jerónimo, Antonio de Padua, santa y donantes (Harvard University Art Museum, Massachusetts)
- Virgen con Niño y santos Juan Bautista y Francisco (Musée du Petit Palais, Aviñón)
- 'c. 1515: 'Virgen con Niño con santos y donantes (Cleveland Museum of Art, Cleveland, Ohio)
- c. 1516: San Pedro entronizado con los santos Juan Bautista y Pablo (Pinacoteca di Brera, Milán)
- Deposición (Museo Pushkin, Moscú)